# Зигфрид II фон Нортхайм
Зигфрид II фон Нортхайм (на немски: Siegfried II von Northeim; * ок. 975/985; † ок. 1025) от графския род Нортхайми, е граф на Нортхайм. Принадлежи заедно с Билунгите и графовете на Щаде (Удони) към най-влиятелните личности в Източна Саксония.

## Произход и управление
Той е син на граф Зигфрид I фон Нортхайм (* ок. 965; † 15 август 1004) и съпругата му Матилда. Брат е на Бенно (Бернхард) († ок. 1049), който е баща на Ото Нортхаймски (* 1020; † 11 януари 1083), херцог на Бавария (1061 – 1070).
На 30 април 1002 г. Зигфрид II, заедно с брат му Бенно (Бернхард) и братята графовете Хайнрих II фон Лизгау († сл. 1007) и Удо фон Катленбург († сл. 1040), убива германския кандидат за трона маркграф Екехард I фон Майсен в Пфалц Пьолде. След това той загубва всички графски права.
През 1002 г. Зигфрид II участва във въстанието на маркграф Хайнрих I фон Швайнфурт. Въстанието е безуспешно. По-късно е реабилитиран и участва като свидетел на епископ Майнверк фон Падерборн в множество документи. През 1024 г. той е със саксонски благородници противник на трон кандидата Конрад II.
Зигфрид II фон Нортхайм е убит в частна битка през 1025 г.